# Daniel Constantin Mari André de la Porte

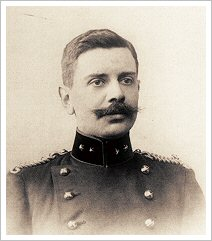
D.C.M. André de la Porte

Daniel Constantin Mari André de la Porte (Arnhem, 13 maart 1873 – 4 februari 1945) was een Nederlands militair.
André de la Porte doorliep de Koninklijke Militaire Academie in Breda en werd in 1893 tweede luitenant bij de veldartillerie. In 1897 trouwde hij met Wilhelmina Jacoba van Bevervoorde. Uit dit huwelijk, dat twintig jaar duurde, werden twee kinderen geboren: Daniel Constantin Mari Daantje (1900) en Constance Clara Caroline Jacqueline - Connie - in 1904. 
André de la Porte werd in 1914 kapitein commandant van het vierde regiment veldartillerie en werd in 1917 bij het Departement van Oorlog geplaatst. In 1922 volgde zijn benoeming tot directeur van het Remontewezen, gepaard met het voorzitterschap van de Remonte-commissie Binnenland.